# Referéndum constitucional de Benín de 1990
Un referéndum constitucional se llevó a cabo en la República Popular de Benín el 2 de diciembre de 1990. La pregunta principal era la aprobación de una nueva constitución que reemplazaba el estado socialista impuesto en 1975 por una república presidencialista multipartidista. Una pregunta secundaria era si se debía o no agregar un límite de edad para ejercer la Presidencia de la República.
La nueva constitución fue aprobada con el 93.2% de los votos. De ese 93.2%, 73.3% votó a favor agregar el límite de edad, mientras que el 19.9% votó a favor de la constitución pero en contra de tal límite. El 6.8% rechazó la constitución.
Las primeras elecciones parlamentarias bajo la nueva constitución se llevaron a cabo el 17 de febrero de 1991, mientras que las elecciones presidenciales se celebraron marzo.

## Resultados
| Elección                           | Votos                              | %                                  | Votos     | %     |
| ---------------------------------- | ---------------------------------- | ---------------------------------- | --------- | ----- |
| Sí, con límite de edad             | 926.860                            | 73.3%                              | 1.178.924 | 93.2% |
| Sí, sin límite de edad             | 252.064                            | 19.9%                              | 1.178.924 | 93.2% |
| No                                 | No                                 | No                                 | 85.717    | 6.8%  |
| Votos en blanco/anulados           | Votos en blanco/anulados           | Votos en blanco/anulados           | 40.229    | –     |
| Total                              | Total                              | Total                              | 1.304.870 | 100   |
| Votantes registrados/participación | Votantes registrados/participación | Votantes registrados/participación | 2.052.105 | 63.6  |
| Fuente: African Elections Database |                                    |                                    |           |       |